# 廉租屋邨
廉租屋邨是香港屋宇建設委員會興建的公共房屋，共有十個，由1958年至1975年期間落成。
1953年石硤尾房區大火後，政府興建徙置大廈安置火災災民， 改善居民的居住環境。

## 入住資格
香港屋宇建設委員會屋邨的入住資格，除了要自行申請外，申請人的入息也有上限同下限。初期規定，申請人的每月入息須為400至900港元，及後放寬至400至1,250港元。
到了1970年代，作為公務員房屋資助的一部份，廉租屋邨及政府廉租屋的15%單位會撥予基層公務員入住。在1973年以後，房委會亦繼承此資助制度，並一直實行至今。

## 樓宇設計
香港屋宇建設委員會的廉租屋邨，一概由該會內部的樓宇設計部或聘請私人公司負責。這是因為當時的香港政府工務司署忙於應付徙置大廈的建設工作，而無暇為屋建會設計樓宇。該會興建的十個屋邨，只得北角邨設有梗房（固定房間）間格。及後因北角邨造價偏高，令租金成本高昂，違反「廉租」的原則，故此自第二個屋邨西環邨開始，所有興建的屋邨單位都不設梗房間隔。雖然單位內部間隔各有不同，但屋建會所有屋邨的單位皆設獨立廚廁，而高座樓宇更設有升降機直達大部分樓層，設施較早期的徙置大廈或政府廉租屋先進。
基本上，初期該會的各個屋邨是不同設計的，這和當時差不多一樣的徙置大廈和政府廉租屋相比，的確是較有特色。不過由馬頭圍邨開始，由於該會成立樓宇設計部，屋建會屋邨大廈的設計風格逐漸一致。
由於香港屋宇建設委員會廉租屋邨的所有單位皆設有獨立廚房、浴室和露台，實用性和居住環境較政府廉租屋邨和徙置大廈理想。因此香港房屋委員會在1973年4月1日成立後，大部份在1970-1980年代由香港房屋委員會規劃及落成的公共屋邨依照香港屋宇建設委員會設計改良而成。

## 資料簡介
香港屋宇建設委員會興建的廉租屋邨共有十個，按落成次序排列如下：
| 落成次序 | 屋邨名稱 | 所處地區     | 座數 | 單位數目 | 落成日期   | 拆卸年份 |
| -------- | -------- | ------------ | ---- | -------- | ---------- | --- |
| 1        | 北角邨   | 港島北角     | 7    | 1,956    | 1958年1月  | 2002年 |
| 2        | 西環邨   | 港島堅尼地城 | 5    | 638      | 1959年3月  | 於2021年施政報告提出邀請房委會研究重建，預計2029-30年動工                                                            |
| 3        | 蘇屋邨   | 九龍蘇屋     | 16   | 5,314    | 1963年4月  | 2009年至2012年 |
| 4        | 彩虹邨   | 九龍牛池灣   | 11   | 7,455    | 1964年10月 | 於2022年施政報告提出邀請房委會研究重建，預計2028年動工                                                               |
| 5        | 馬頭圍邨 | 九龍土瓜灣   | 5    | 2,075    | 1965年1月  | 於2021年施政報告提出邀請房委會研究重建，未有詳細時間表                                                               |
| 6        | 和樂邨   | 九龍觀塘     | 11   | 1,940    | 1966年7月  | 未有計劃 |
| 7        | 福來邨   | 新界荃灣     | 9    | 3,128    | 1967年1月  | 曾於2008年研究是否重建，但最後決定不予重建                                                                           |
| 8        | 華富邨   | 港島薄扶林   | 18   | 4,793    | 1971年3月  | 於2014年施政報告內宣佈將會重建整個華富邨，將成為港鐵南港島綫（西段）華富站用地，預計2027年動工                       |
| 9        | 坪石邨   | 九龍牛池灣   | 7    | 4,575    | 1971年3月  | 未有計劃 |
| 10       | 愛民邨   | 九龍何文田   | 12   | 6,288    | 1974年9月  | 原訂2007-2008年，後來因無限期停建居屋導致接收屋苑-山谷道邨居屋及何文田邨新和諧式公屋計劃終止而一併告終，至今仍未重推 |

## 現況
大部份仍然存在，並且因為其樓宇結構並未如26座問題公屋醜聞中的其他公屋樓宇嚴峻，所以並沒有在整體重建計劃中重建，然而首個落成的北角邨，則在整體重建計劃進行期間的2002年拆卸。
隨着香港房屋供應緊張，愈來愈多廉租屋邨納入重建計劃。其中蘇屋邨已於2019年完成重建，而華富邨在2014年已提出重建計劃；至於西環邨及馬頭圍邨的重建計劃於2021年提出，而彩虹邨的重建計劃亦已於2022年提出。